# Araguaína (gemeente)
Araguaína is een gemeente in de Braziliaanse deelstaat Tocantins. De gemeente telt 175.960 inwoners (schatting 2017), wat meer dan 55.000 meer is dan in 2009.
De plaats is sinds 2023 zetel van het rooms-katholieke bisdom Araguaína.

## Aangrenzende gemeenten
De gemeente grenst aan Aragominas, Babaçulândia, Carmolândia, Filadélfia, Muricilândia, Nova Olinda, Palmeirante, Pau d'Arco, Piraquê, Santa Fé do Araguaia, Wanderlândia en Floresta do Araguaia (PA).